# Medvedie chrbty
Medvedie chrbty jsou geomorfologický podcelek Hornádské kotliny.

## Vymezení
Území se táhne západo-východním směrem v severní části kotliny od Popradské kotliny po Branisko. Na severu leží Levočské planiny, patřící do Levočských vrchů, jakož i podcelek Podhradská kotlina. Na východě se zvedá pohoří Branisko s podcelky Smrekovica a Slubice a jižní okraj přechází do Hornádského podolia.
V centrální oblasti se nachází jediná geomorfologická část, Levočská kotlina.

## Ochrana přírody
V této části Spiše jsou zachovány jedinečné travertinové kupy: Spišský hradní vrch se Spišským hradem, Ostrá hora, Zlatá brázda a Dreveník .

## Doprava
Rovinatějším územím vede v trase dálnice D1 Evropská silnice E50, jakož i silnice I/18 z Popradu do Prešova. Železniční dopravu zastupují pouze lokální tratě do Levoče a Spišského Podhradí. 